# オスカー・バルナック

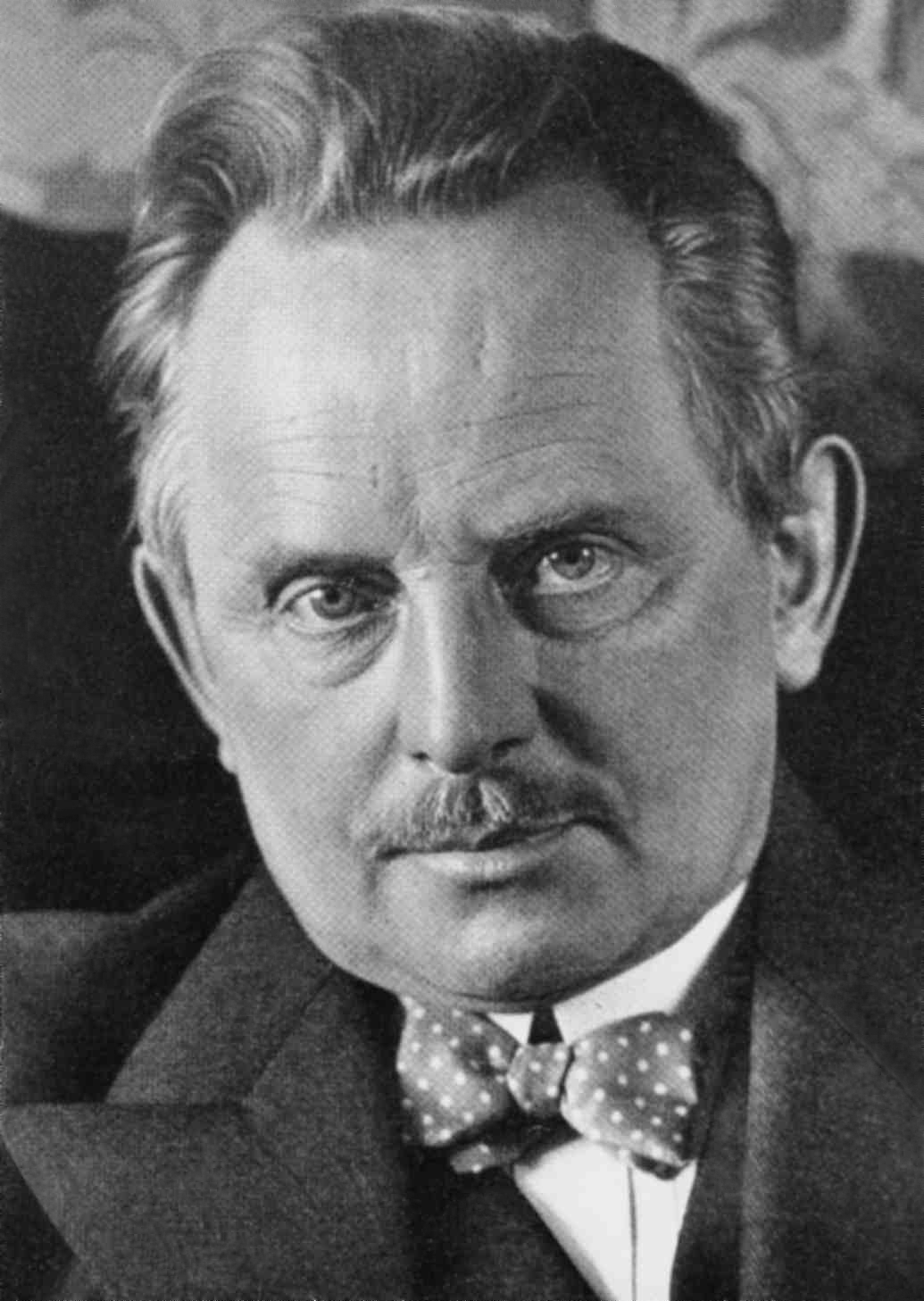
オスカー・バルナック

オスカー・バルナック（Oskar Barnack 、1879年11月1日 - 1936年1月16日）はドイツの精密機械エンジニアである。
彼の出生地ブランデンブルク州リュノウ（Lynow ）にはオスカー・バルナック博物館がある。

## 略歴
- 1902年1月1日 - カール・ツァイスに就職し機械工として働いた。部門は不明だが、竹田正一郎（書籍「神聖ライカ帝国の秘密」などの著者）はパルモスバオ部門であると推測している。
- 1905年 - この頃35mm映画用フィルムを使用するカメラを発想しプロトタイプを製作した。竹田正一郎はパルモスバオのロールフィルムカメラから発想した可能性がある旨を指摘している[1]。
- 1910年 - イカに2ヶ月程出向した。この際35mm映画用フィルムを使用するカメラを社長のグイドー・メンゲル（Guido Mengel ）に売り込んだが、メンゲルは市場性に疑問を持ってこの売り込みを断った。戻ってすぐカール・ツァイスを退職しヘッセン州ヴェッツラーの光学会社エルンスト・ライツ（現ライカ）に転職した。
- 1914年 - 24×36mm（ライカ）判カメラを試作し、これは後にウル・ライカと呼ばれるようになった[2]。最初のライカ（Leica 、Leitz Cameraの意）は1924年にシリーズで生産され、1925年に市場に出された。それ以前のスチルカメラで一般的に使われていた（現代では大判や中判に分類される）シートフィルムや120フィルムの代わりに、35mmの映画用ロールフィルム（135フィルム）を映画2コマぶんの24×36mmで使用し、カメラボディーを小型化することが可能になった。ライカが35mmの最初のカメラではないが、結果としてライカが代表するかたちで（「ライカ判」の語がある）その後35mmフィルムは、銀塩写真の主力となった。
- 1936年 - 死去した。この後もMシリーズへのモデルチェンジまで（正確にはM3発表後にもライカIIIgがある）ライカの基本構成はそのままに改良が続いた。Mシリーズが一般的となった後は、旧型ライカを指して「バルナックライカ」「バルナック型」と呼ぶようになった。